# Liste der Kulturdenkmale in Limbach (Vogtland)

Wappen von Limbach

In der Liste der Kulturdenkmale in Limbach sind die Kulturdenkmale der sächsischen Gemeinde Limbach verzeichnet, die bis Juli 2019 vom Landesamt für Denkmalpflege Sachsen erfasst wurden (ohne archäologische Kulturdenkmale). Die Anmerkungen sind zu beachten.
Diese Aufzählung ist eine Teilmenge der Liste der Kulturdenkmale im Vogtlandkreis. 

## Limbach
| Bild                                    | Bezeichnung                                                                                               | Lage                                    | Datierung                                                             | Beschreibung | ID       |
| --------------------------------------- | --- | --------------------------------------- | --------------------------------------------------------------------- | --- | -------- |
| Direkt Bild zu diesem Denkmal hochladen | Wohnhaus                                                                                                  | Alte Schulgasse 3 (Karte)               | Um 1930                                                               | Schlichter Bau mit Anklängen an den Heimatstil (verbretterte Giebel, Balkon, Terrasse). Zwei Geschosse, Schiefermauer als Terrasse, Satteldach (Eternit). | 09209795 |
| Direkt Bild zu diesem Denkmal hochladen | Ehemaliges Hospital der von Trützschlerschen Stiftung sowie zwei Nebengebäude (gegenüber Hospital)        | Alte Schulgasse 6 (Karte)               | 18. Jahrhundert? (Hospital); 2. Hälfte 19. Jahrhundert (Stallgebäude) | Geschlossenes Ensemble von ortsgeschichtlicher und baugeschichtlicher Bedeutung. - Wohnhaus: Bruchstein (tiefe Mauern), Holztraufe, Satteldach mit Gaupen - Stall: Bruchstein, Granitgewände, Satteldach (altdeutsche Schieferdeckung) | 09209796 |
| Direkt Bild zu diesem Denkmal hochladen | Wohnstallhaus und Scheune eines Bauernhofes                                                               | Am Bach 3 (Karte)                       | 18. Jahrhundert (Wohnstallhaus); um 1900 (Scheune)                    | Baugeschichtliche Bedeutung, recht authentisches Wohnstallhaus mit Blockstube sowie jüngere Fachwerkscheune. - Wohnhaus: Bruchsteinsockel, Erdgeschoss Block und Umgebinde sowie Holzbalkendecke mit Unterzug, Obergeschoss Fachwerk verputzt, hohes Krüppelwalmdach mit Kunstschiefer - Scheune: eingeschossig, Drempel, Fachwerk, Satteldach      | 09209800 |
| Direkt Bild zu diesem Denkmal hochladen | Wohnstallhaus eines Bauernhofes                                                                           | Am Bach 5 (Karte)                       | 1730                                                                  | Baugeschichtliche Bedeutung (Obergeschoss und Giebel Fachwerk). Zwei Geschosse (Bruchsteinsockelgeschoss), Giebelfachwerk, Balkendecke, Wassertrog. Stall: preußische Kappe, ehemalige Blockstube, Obergeschoss Fachwerk verbrettert, Lehmgefache, Satteldach mit altdeutscher Schieferdeckung, Balkendecke mit Unterzug, Trog bezeichnet mit 1862. | 09209799 |
| Weitere Bilder                          | Pfarrhof mit Pfarrhaus, Nebengebäude und Hoftoranlage                                                     | Am Pfarrberg 1, 2, 3 (Karte)            | 1775 (Pfarrhaus); 1834 (Seitengebäude)                                | Bau- und ortsgeschichtliche sowie städtebauliche Relevanz. - Pfarrhaus: nach 1775 Wiederaufbau, Erdgeschoss Bruchstein, Obergeschoss verbrettert (Fachwerk), Mansardwalmdach (Ziegel) - Nebengebäude: Erdgeschoss verputzt, Obergeschoss Fachwerk, 1834 teils verbrettert, verdachtes Hoftor, rückwärtig Mauer, davor Linde                         | 09209793 |
| Weitere Bilder                          | St. Michaeliskirche (mit Ausstattung), Kirchhof mit Einfriedung und OdF-Gedenkstein                       | Am Pfarrberg 3 (Karte)                  | 1635, später überformt (Kirche); nach 1945 (OdF-Gedenkstein)          | Saalkirche mit hohem Dachreiter und reicher Ausstattung, baugeschichtlich, ortsgeschichtlich und ortsbildprägend von Bedeutung. Nach Vorgängerbau 1635, 1892 Umbau nach Plänen von Oscar Mothes aus Zwickau, 1996 restauriert, schmiedeeisernes Kirchhofgitter, Gedenkstein für sieben Opfer des Faschismus.                                        | 09209794 |
| Direkt Bild zu diesem Denkmal hochladen | Eisenbahnbrücke                                                                                           | Goethestraße (Karte)                    | Um 1850                                                               | Wegeunterführung unter der Bahnstrecke Leipzig–Hof (6362, 6377; sä. LH) mit gemauerter Tonne und Stützmauern, technikgeschichtlich und verkehrsgeschichtlich von Bedeutung | 09209788 |
| Direkt Bild zu diesem Denkmal hochladen | Kriegerdenkmale für die Gefallenen des Deutsch-Französischen Krieges 1870/1871 und des Ersten Weltkrieges | Karl-Marx-Straße 27 (gegenüber) (Karte) | Nach 1873; nach 1918                                                  | Pfeiler mit Adlerbekrönung und Namenstafel sowie Obelisk auf Postament, ortsgeschichtlich von Bedeutung | 09209792 |
|                                         | Stein mit eingemeißeltem Rad (Radkreuzstein)                                                              | Karl-Marx-Straße 38 (bei) (Karte)       | 1760                                                                  | Radkreuzstein | 09209797 |
| Direkt Bild zu diesem Denkmal hochladen | Neues Hospital der von Trützschlerschen Stiftung mit Wappen                                               | Plauener Straße 2 (Karte)               | Bezeichnet mit 1704                                                   | Ortsgeschichtliche Bedeutung. Später Gasthof „Roter Hahn“, Ziegelbau, zwei Geschosse mit Drempel und kleinem Treppenhaus, Sockel Bruchstein, Walmdach altdeutsche Schieferdeckung, Granitportal, darüber Sandsteinplatte mit Wappen und Inschrift.                                                                                                  | 09209798 |

## Buchwald
| Bild                                    | Bezeichnung                                                                                       | Lage                               | Datierung                 | Beschreibung | ID       |
| --------------------------------------- | ------------------------------------------------------------------------------------------------- | ---------------------------------- | ------------------------- | --- | -------- |
| Direkt Bild zu diesem Denkmal hochladen | Dreiseithof mit Wohnstallhaus, Stallgebäude und Scheune sowie Hoftor mit Pforte                   | Feldstraße 1 (Karte)               | Um 1880                   | Geschlossen erhaltene Anlage, baugeschichtliche Bedeutung. Wohnstallhaus: zwei Geschosse, Putzfassade, Satteldach, altdeutsche Schieferdeckung, Hoftor massiv mit Regendach, seitliche Leutepforte, Tor mit flügelgitterartigem oberen Abschluss. | 09209808 |
| Direkt Bild zu diesem Denkmal hochladen | Denkmal für die Gefallenen des Deutsch-Französischen Krieges 1870/1871 und des Ersten Weltkrieges | Feldstraße 1 (gegenüber) (Karte)   | Nach 1871; nach 1918      | Gestaltete Anlage aus Obelisk mit Kugel und seitlich stehenden Blöcken mit Namen, ortsgeschichtlich von Bedeutung. Inschrift: „Im treuen Gedenken Gemeinde Buchwald“                                                                              | 09209809 |
| Direkt Bild zu diesem Denkmal hochladen | Villa mit zeittypischen Gestaltungsdetails                                                        | Straße der Einheit 2 (Karte)       | Nach 1900                 | Weitgehend authentisch. Ein Geschoss, Sockel, Polygonalmauerwerk, Windfang mit originaler Eingangstür, Walmdach, Giebel, Schieferdach in Rautendeckung                                                                                            | 09209811 |
| Weitere Bilder                          | Meilenstein                                                                                       | Straße der Einheit 2 (bei) (Karte) | 2. Hälfte 19. Jahrhundert | Königlich-Sächsischer Meilenstein, verkehrsgeschichtlich von Bedeutung. Sandstein, eine mittlere gusseiserne Krone. | 09209810 |
| Direkt Bild zu diesem Denkmal hochladen | Saalanbau                                                                                         | Straße der Einheit 11 (Karte)      | 1898                      | Mit erhaltener, reich gestalteter Stuckdecke und originaler Farbigkeit sowie Bühnenhalbrund mit Ausstattung | 09209806 |
| Direkt Bild zu diesem Denkmal hochladen | Transformatorenhäuschen                                                                           | Unterbuchwalder Straße (Karte)     | Um 1912                   | Denkmal der Technik- und Ortsgeschichte. Bauweise: Wände Stahlbeton als Ortbeton, Decken Stahlbeton, Dach Stahlbeton mit Biberschwanzdeckung, Fußboden Zementestrich, Stahltür, Fenster Festverglasung mit Drahtglas.                             | 09209807 |

## Lauschgrün
| Bild                                    | Bezeichnung                                         | Lage                       | Datierung           | Beschreibung | ID       |
| --------------------------------------- | --------------------------------------------------- | -------------------------- | ------------------- | --- | -------- |
| Direkt Bild zu diesem Denkmal hochladen | Gasthof mit drei Nebengebäuden und Erinnerungstafel | Plauener Straße 16 (Karte) | Bezeichnet mit 1847 | Ortsgeschichtliche Bedeutung. Gasthaus mit zwei Geschossen, Satteldach (Ziegel) mit Saalanbau, als Vierseithof angelegte Nebengebäude mit Ziegel-Fachwerkfassade, teils verbrettert, teils Lehmstock erhalten, Erinnerungstafel an Ortsgründer Lausch, 1847 siedelte sich Fuhrmann Carl Lausch an der stark befahrenen Straße an. | 09209814 |

## Mühlwand
| Bild                                    | Bezeichnung                               | Lage                 | Datierung                                                   | Beschreibung | ID       |
| --------------------------------------- | ----------------------------------------- | -------------------- | ----------------------------------------------------------- | --- | -------- |
| Direkt Bild zu diesem Denkmal hochladen | Mühlengebäude mit technischer Ausstattung | Mühlenweg 12 (Karte) | Ende 19. Jahrhundert (Mühle); 1954 (technische Ausstattung) | Denkmal der Ortsgeschichte, wohl an Stelle des ältesten Wirtschaftsunternehmens im Göltzschtal von Familie Bünau/Elsterberg errichtet, technische Ausstattung von 1954 vollständig erhalten | 09209790 |

## Reimersgrün
| Bild                                    | Bezeichnung                     | Lage                          | Datierung                   | Beschreibung | ID       |
| --------------------------------------- | ------------------------------- | ----------------------------- | --------------------------- | --- | -------- |
| Direkt Bild zu diesem Denkmal hochladen | Wohnstallhaus eines Bauernhofes | Dorfstraße 4 (Karte)          | Wohl 18. Jahrhundert        | Regionaltypische Holzbauweise, baugeschichtliche Bedeutung. Erdgeschoss Lehmstock auf Bruchsteinsockel, Obergeschoss Fachwerk mit Ziegelausfachung, Balken teils mit Fase profiliert, Streben gebeilt, Satteldach.                             | 09209803 |
| Direkt Bild zu diesem Denkmal hochladen | Seitengebäude eines Bauernhofes | Dorfstraße 6 (Karte)          | 19. Jahrhundert             | Doppelstöckiges Fachwerk, zum Teil auch im Erdgeschoss, baugeschichtliche Bedeutung. Zwei Geschosse, Erdgeschoss stark überformt, Lehmstock, Balkendecke, Obergeschoss Fachwerk, Sockel Bruchstein, Satteldach mit Ziegel, Giebel verbrettert. | 09209802 |
| Direkt Bild zu diesem Denkmal hochladen | Spritzenhaus und Schlauchturm   | Dorfstraße 11 (neben) (Karte) | Wahrscheinlich 1920er Jahre | Ortsgeschichtliche Bedeutung, Putz-Klinkerfassade | 09209804 |

## Tabellenlegende
- Bild: Bild des Kulturdenkmals, ggf. zusätzlich mit einem Link zu weiteren Fotos des Kulturdenkmals im Medienarchiv Wikimedia Commons. Wenn man auf das Kamerasymbol klickt, können Fotos zu Kulturdenkmalen aus dieser Liste hochgeladen werden:
- Bezeichnung: Denkmalgeschützte Objekte und ggf. Bauwerksname des Kulturdenkmals
- Lage: Straßenname und Hausnummer oder Flurstücknummer des Kulturdenkmals. Die Grundsortierung der Liste erfolgt nach dieser Adresse. Der Link (Karte) führt zu verschiedenen Kartendiensten mit der Position des Kulturdenkmals. Fehlt dieser Link, wurden die Koordinaten noch nicht eingetragen. Sind diese bekannt, können sie über ein Tool mit einer Kartenansicht einfach nachgetragen werden. In dieser Kartenansicht sind Kulturdenkmale ohne Koordinaten mit einem roten bzw. orangen Marker dargestellt und können durch Verschieben auf die richtige Position in der Karte mit Koordinaten versehen werden. Kulturdenkmale ohne Bild sind an einem blauen bzw. roten Marker erkennbar.
- Datierung: Baubeginn, Fertigstellung, Datum der Erstnennung oder grobe zeitliche Einordnung entsprechend des Eintrags in der sächsischen Denkmaldatenbank
- Beschreibung: Kurzcharakteristik des Kulturdenkmals entsprechend des Eintrags in der sächsischen Denkmaldatenbank, ggf. ergänzt durch die dort nur selten veröffentlichten Erfassungstexte oder zusätzliche Informationen
- ID: Vom Landesamt für Denkmalpflege Sachsen vergebene, das Kulturdenkmal eindeutig identifizierende Objekt-Nummer. Der Link führt zum PDF-Denkmaldokument des Landesamtes für Denkmalpflege Sachsen. Bei ehemaligen Kulturdenkmalen können die Objektnummern unbekannt sein und deshalb fehlen bzw. die Links von aus der Datenbank entfernten Objektnummern ins Leere führen. Ein ggf. vorhandenes Icon  führt zu den Angaben des Kulturdenkmals bei Wikidata.